# جويل تشيانيس
جويل تشيانيس (بالإنجليزية: Joel Chianese)‏ هو لاعب كرة قدم أسترالي في مركز الهجوم، ولد في 15 فبراير 1990 في سيدني في أستراليا. لعب مع سيدني إف سي ونادي أوكلاند سيتي ونادي بلاكتاون سيتي ونادي سيدني يونايتد 58 ونادي صباح.

## وصلات خارجية
- جويل تشيانيس على موقع قاعدة بيانات كرة القدم.إي يو (الإنجليزية)
- جويل تشيانيس على موقع Soccerway.com (الإنجليزية)
- جويل تشيانيس على موقع عالم كرة القدم.نت (الإنجليزية)